# Герб Дем'янівки (Маріупольський район)
Герб Дем'янівки — символ села  Дем'янівка Маріупольського району Донецької області України. Автор — Едуард Савченко.
Баран на зеленому тлі вгорі герба символізує як сільське господарство, так і конкретно вівчарство. Село виникло, дійсно, як вівчарне господарство, а саме такі первісні речі на гербах і відображаються.

Щоб краще зрозуміти сенс цього зображення наведемо спогади місцевого мешканця: 
Батько розповідав мені про дитинство, коли допомагали хлопчики ганяти овець "на струнку", про чабанів (греків, болгар, румунів), про голий степ, по якому гнали отари аж до Дніпра, про кошари (одна місцевість у нас і зараз називається Кошара), про виготовлення бринзи, про машину, яка повсякчас приїздила з Маріуполя по бринзу.
Внизу герба розташований кавун. Дем'янівка це кавуновий рай ще з 30-х років. 
Меандр символізує грецьке населення села.

## Історія
Герб авторства Олега Киричка був затверджений 16 січня 1997р. сесією селищної Ради. Щит перетятий сріблом і зеленню, на перетині вузький теракотовий пояс з грецьким орнаментом золотого кольору — меандром. В верхній частині — стоячий бик натурального кольору, у нижній — покладені навхрест золоті серп і колос. Автор — О. Киричок.
Наразі актуальність цей герб втратив, бо Киричок створював, орієнтуючись, звісно, на тодішні реалії - в селі на той час був племрадгосп Київського тресту. 